# Forte de Bernia
O Forte de Bernia, também chamado de Castelo de Bernia, localiza-se no município de Callosa d'En Sarrià, na província de Alicante, na comunidade autónoma da Comunidade Valenciana, na Espanha.
Ergue-se entre os alcantilados ao pé das cristas da serra de Bernia.

## História
Trata-se de um forte em estilo renascentista italiano, erguido por determinação de Felipe II de Espanha em 1562 com o fim de proteger aquele trecho da costa dos ataques otomanos. O seu risco e as suas obras ficaram a cargo do arquitecto militar italiano Giovanni Battista Antonelli.
Posteriormente, em 1612, Felipe III de Espanha ordenou a sua demolição, para evitar que fosse utilizado pela população mourisca rebelada.
Na actualidade pode-se apreciar os restos de sua planta, o fosso e o sistema de acesso, assim como parte das edificações de serviço.

## Características
O forte apresentava dupla cintura de muralhas, com um fosso seco entre o exterior e o interior em forma de estrela de quatro pontas, com o fim de dificultar o acesso ao interior do recinto, o qual tinha planta quadrada com baluartes pentagonais nos vértices. O conjunto era acedido pelo eixo da fachada Sul.
As edificações internas possuíam dois pavimentos e encontravam-se adossadas aos muros, delimitando ao centro uma praça de armas, também quadrada.